# 中島康滋
中島康滋（なかしま こうじ、1972年7月3日 - ）は、日本の社会起業家。特定非営利活動法人コモンビート 発起人・理事。

## 来歴・人物
愛知県名古屋市生まれで、株式会社ノエル（1997年2月設立、2001年6月解散）を創業し代表取締役社長に就任。インディーズ音楽をインターネットで音楽配信し、現代の音楽配信文化を創った一人。株式会社アクア（2001年1月 - 2007年8月）、フォルティナ株式会社（2006年11月 - 2009年3月）など教育分野での事業を行う。また、特定非営利活動法人コモンビート（2003年3月 - ）を設立し理事長に就任。10年を節目に理事長を退任。社会教育分野の推進者として、社会問題へと取り組む。

## 著作
- 『「ホームページ」テクニカル・ガイド：Soundファイル音作り：Tips&トラブルシューティング編』 メディア・テック出版 1998年
- 『「MIDIで音楽」テクニカル・ガイド』 メディア・テック出版 1998年